# تتا زن برزنجیر

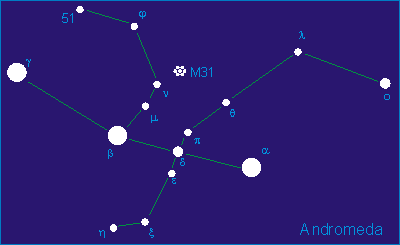
ستاره تتا زن برزنجیر

تتا زن برزنجیر یک ستاره است که در صورت فلکی آندرومدا قرار دارد.